# Zeche Anna Catharina (Linden)
Die Zeche Anna Catharina ist ein ehemaliges Steinkohlenbergwerk im Bochumer Stadtteil Linden. Das Bergwerk war auch unter den Namen Zeche Anna Catrien oder Zeche Anna Catharina Amts Bochum bekannt.

## Geschichte

### Die Anfänge
In dem Grubenfeld der Zeche Anna Catharina wurde bereits vor dem Jahr 1750 Stollenbau betrieben. Die Gewerke der Zeche Nöckersbank, Heinrich Wallbaum und Konsorten, hatten im Jahr 1764 den Plan gefasst, auch das an ihr Grubenfeld angrenzende Nebenflöz abzubauen. Am 18. Januar 1771 erfolgte die Mutung des Grubenfeldes. Als Muter traten auf der Landrichter Bölling und Heinrich Wallbaum. Im Jahr 1775 wurde ein querschlägiger Stollen aufgefahren. Die Auffahrung des Stollens erfolgte von der Zeche Nöckerbank in nördlicher Richtung bis zum Flöz Anna Catharina. Der Stollen befand sich südlich vom Weg Papenloh. Anschließend wurde mit dem Abbau nach Osten und Westen begonnen. Am 25. Juni 1777 erfolgte die Verleihung des Grubenfeldes. Im Anschluss an die Verleihung erfolgte die Betriebsaufnahme.

### Der weitere Betrieb
In dem Grubenfeld wurde schon bald nach der Inbetriebnahme ein ausgedehnter Kohlenabbau betrieben. Die abgebauten Kohlen eigneten sich für den Einsatz als Schmiedekohlen. In den Jahren 1780 und 1782 war das Bergwerk nachweislich in Betrieb. Wegen Absatzmangel wurde das Bergwerk im Jahr 1784 zeitweise in Fristen gelegt. Am 2. Juni des Jahres 1784 wurde das Bergwerk durch den Leiter des märkischen Bergreviers, den Freiherrn vom Stein, befahren. Die Zeche Anna Catharina war eines von 63 Bergwerken, welches vom Stein auf seiner achtzehntägigen Reise durch das märkische Bergrevier befuhr. Vom Stein vermerkte in seinem Protokoll, dass das Bergwerk qualitativ gute Kohle abbaue und diese Kohle auch nach Cleve verkaufen konnte. Er bemängelte die Überproduktion des Bergwerks und gab dies als Grund für den derzeitigen Stillstand an.
Im Jahr 1792 hatte das Bergwerk einen Stollen und zwei Schächte in Betrieb. 1796 erfolgte der Abbau am Schacht Samuel Nr. 3. Im Jahr 1798 war man bereits im Flöz 580 Meter in östlicher Richtung aufgefahren. Die einzig bekannten Personalzahlen stammen aus dem Jahr 1799, es waren durchschnittlich je zwei Häuer, Schlepper und Haspler sowie ein Schichtmeister auf der Zeche beschäftigt. Im Jahr 1800 erfolgte der Abbau am Schacht Samuel Nr. 6. Am 10. Februar 1801 erfolgte die Stilllegung der Zeche Anna Catharina. Im Jahr 1819 erfolgte die Konsolidation mit der Zeche Dickebaeckerbank zur Zeche Vereinigte Dickebaeckerbank & Anna Catharina.